# 369 a.C.
Il 369 a.C. (CCCLXIX a.C. in numeri romani) è un anno  del IV secolo a.C.

## Eventi
- Inizio del regno di Alessandro di Fere, despota di Fere, città della Tessaglia
- Roma
  - Tribuni consolari Aulo Cornelio Cosso, Quinto Servilio Fidenate, Quinto Quinzio Cincinnato, Marco Cornelio Maluginense, Marco Fabio Ambusto e Gaio Veturio Crasso Cicurino

## Morti
- Zhou Lie Wang, re della Dinastia Zhou
- Aminta III, re di Macedonia